# Electronic Music Studios
Electronic Music Studios (London) Ltd., più nota con l'acronimo di EMS, è una ditta produttrice di sintetizzatori, fondata nel 1969 da Peter Zinovieff. Il prodotto più famoso della EMS è sicuramente il VCS3, prodotto a partire dall'anno di fondazione della ditta.
I sintetizzatori EMS (in particolare il VCS3) furono usati da artisti come Pink Floyd, The Who, BBC Radiophonic Wordshop, Brian Eno e Roxy Music, Tangerine Dream, Hawkwind, Tim Blake e Jean-Michel Jarre. In Italia invece da Franco Battiato agli inizi della sua carriera nell'album Fetus.
Piuttosto che utilizzare cavi di collegamento per mettere in comunicazione i dispositivi audio, i sintetizzatori EMS contenevano una matrice unica in cui il musicista inseriva alcuni spinotti che collegavano un'entrata (denominata Y-axis) ad un'uscita (X-axis). Questo sistema era più semplice rispetto a quello degli strumenti come i Moog modular, dove si avevano un gran numero di cavi con cui mettere in comunicazione fra loro i moduli del sintetizzatore.

## Prodotti EMS
- 1969 - EMS VCS3
- 1969 - EMS DK1
- 1971 - EMS Synthi A
- 1971 - EMS Synthi AKS
- 1971 - EMS Sequencer 128
- 1972 - EMS DK2
- 1973 - EMS Synthi Hi-Fi
- 1973 - EMS Synthi VCS3 II
- 1974 - EMS Synthi 100
- 1975 - EMS Spectron
- 1975 - EMS Synthi E
- 1975 - EMS Synthi DKE
- 1975 - EMS QUEG
- 1976 - EMS Vocoder 5000
- 1977 - EMS Universal Sequencer
- 1977 - EMS Vocoder 2000
- 1978 - EMS PolySynthi